# Lin Daiyu
Lin Daiyu (chinois : 林黛玉 ; pinyin : lín dài yù ; Wade : Lin Tai-yu ; litt. « Lin Jade sombre ») est un personnage principal du roman classique chinois Le Rêve dans le pavillon rouge, elle est la cousine de Jia Bao Yu, fils d'un ministre important de l'empereur, la mère de Lin Daiyu est une sœur du dit ministre. 
La mère de Lin est morte quand elle est enfant, elle est obligée de vivre chez sa grand-mère qui est mère du ministre. 
Jia Bao Yu tombe amoureux de cette cousine jeune et belle, qui meurt alors que Jia Bao Yu est contraint d'épouser une autre parente.

## Personnalité
Elle est dépeinte comme une jeune femme bien éduquée, intelligente et belle, avec une santé fragile et en proie à des épisodes occasionnels de mélancolie. Elle est très sensible aux gens, aux événements et à la nature et elle exprime cette sensibilité par la poésie,. Malgré son haut statut, elle est sensible aux ragots, semble peu sûre d'elle et isolée. Elle ressent facilement de la jalousie et peut faire des remarques sarcastiques qui sont prises pour des "tantrums" par les servantes.
Elle peut être mise en contraste avec le personnage de Xue Baochai, une autre cousine de Jia Bao Yu, qui est dépeinte comme tonique et solide. Elle est charmante avec les servantes et les dames de la maisonnée. Elle est plus posée et s'attire moins d'ennuis que Daiyu.

## Interprétation à la télévision
Chen Xiaoxu (陈晓旭) - 北京电影制片厂红楼梦